# Rugby Premier League (Namibia)
Die Rugby Premier League (RPL) ist die höchste Spielklasse im Rugby Union in Namibia. Die Meisterschaft wird von der Namibia Rugby Union organisiert. Es handelt sich um eine Halbprofi-Liga. Namenssponsor (Stand 2021) ist die Bank FNB Namibia. Die Liga wird seit 1920 im damaligen Südwestafrika veranstaltet.
Der RPL ist die Rugby Reserve League untergliedert.

## Ligamodus
Es treten acht Mannschaften in einer Hin- und Rückrunde gegeneinander an. Die besten vier Mannschaften qualifizieren sich für das Halbfinale, deren Sieger in einem Finalspiel in Windhoek um die namibische Meisterschaft spielen. Es gilt das WM-System.
| Saison       | Meister (Herren)     | Meister (Damen)           |
| ------------ | -------------------- | ------------------------- |
| 1992–2006    | ?                    | ?                         |
| 2007         | Reho Falcon          | ?                         |
| 2008         | Western Suburbs      | ?                         |
| 2009         | Rehoboth             | ?                         |
| 2010 Details | Wanderers (1. Titel) | Reho Pandas               |
| 2011 Details | Reho Falcon          |                           |
| 2012 Details | Western Suburbs      | Reho Pandas / Phoenix (?) |
| 2013 Details | Western Suburbs (2)  |                           |
| 2014 Details | United (1)           |                           |
| 2015 Details | UNAM                 |                           |
| 2016 Details | UNAM (2)             |                           |
| 2017 Details | UNAM (3)             |                           |
| 2018 Details | Wanderers (2)        |                           |
| 2019 Details | United (2)           |                           |
| 2020         | nicht ausgetragen    | nicht ausgetragen         |
| 2021 Details | UNAM (4)1            |                           |
| 2022 Details | Wanderers (3)        | Wanderers                 |
| 2023 Details | United (3)           | UNAM Steenbokkies         |
| 2024 Details | Wanderers (4)        | UNAM Steenbokkies (2)     |

1Die Saison wurde im Nachhinein für null und nicht erklärt.